# Dwight Duffus
Dwight Albert Duffus est un mathématicien canado-américain, professeur de mathématiques et d'informatique à l'université Emory et éditeur en chef du journal Order.

## Biographie
Duffus est diplômé de l'université de Regina en 1974. Il obtient son doctorat en 1978 à l'université de Calgary sous la direction d'Ivan Rival (en).
En 1986 Duffus reçoit le prix d'enseignement Emory Williams de l'université d'Emory. Il a été président du département de mathématiques et d'informatique de l'université d'Emory pendant de nombreuses années à partir de 1991.